# Радіо Культура
«Радіо Культура» — третій канал суспільного Українського радіо, входить до складу Національної суспільної телерадіокомпанії України. За форматом — культурно-просвітницька радіостанція.
Програми радіостанції сфокусовані та такій тематиці: театр, література, класична музика, освіта і наука, релігія, історія, візуальне мистецтво, архітектура, традиції та ін.
FM-мережа Радіо «Культура» має частоти у 84 населених пунктах усіх областей України, зокрема охоплює 19 обласних центрів.
Мовлення триває цілодобово із Будинку Українського радіо на вул. Хрещатик, 26 у м. Києві.
Продюсеркою каналу є Ірина Славінська, генеральним продюсером радіостанцій НСТУ — Дмитро Хоркін.

## Програмна політика
Програмне наповнення каналу складаються інформаційно-аналітичні, публіцистичні, культурно-мистецькі, науково-просвітницькі, розважальні і музичні програми, які висвітлюють теми й події культури — театру, літератури, класичної музики, освіти і науки, релігії, історії, візуального мистецтва, архітектури, традицій тощо — і розраховані на найширші кола слухачів. Щодня в ефірі звучать радіовистави з фондів Українського радіо або прем'єри радіовистав, підготовлені редакцією радіотеатру, інтерактивні передачі за участю акторів і театрознавців про проблеми і здобутки сучасного театру. На каналі також є широка палітра музичних передач: і духовна музика, і «вічна класика», і симфонічна музика, і популярна пісня.
Українське радіо в особі Радіо «Культура» є одним з найактивніших учасників програми обміну контентом «Єврорадіо» від Європейської мовної спілки. В рамках цієї програми у 2019 році понад 300 разів на суспільних радіостанціях світу прозвучали записи Українського радіо, зокрема Симфонічного оркестру Українського радіо. Також записи закордонних радіоансамблів, авторів та виконавців можна почути у радіопередачі «Єврорадіо».
Радіо «Культура» з 2017 року відродило в Україні жанр радіодрами — постановки у радіостудії за сценарієм, написаним спеціально для радіо із шумовими ефектами. У 2018 році Українське радіо виступило організатором конкурсу «Радіодрама UA/UK» спільно із Британською Радою у партнерстві з Мистецьким Арсеналом.
Ведучими Радіо «Культура» у різний час були Володимир Яворівський, Іван Малкович, Нелля Даниленко, Дмитро Хоркін, Ірина Славінська, Євген Сверстюк, Вадим Карп'як, Світлана Свиридко, Олександр Алфьоров, Лесь Танюк, Юрій Мицик, Ігор Стратій, Тетяна Литвинова, Анастасія Багаліка, Олександр Пірієв, Світлана Галась, Наталя Волоткевич, Анжела Ярмолюк, Василь Шандро, Василь Чорношкур, Сергій Гальченко, Роман Коляда, Денис Денисенко, Захар Давиденко, Олена Гусейнова, Тетяна Трощинська, Юлія Чаплінська, Людмила Тягнирядно, Ольга Вернигоренко, Наталка Писанка та інші.

## Розклад мовлення деяких передач
Розклад передач досить несталий: можливі зсуви запланованого початку на ±10-15хв., зняття/заміна передачі в разі непередбачуваних суспільних подій, можливі повтори передач впродовж тижня або на першому каналі Українського радіо (або навпаки деякі передачі з першого каналу повторюються на «Культурі»).
- Аудіокнижка:[6] 15:07-15:59, повтор наступного дня на першому каналі Українського радіо 02:00; 20:30-20:49, повтор наступного дня 05:00-05-20 (ведуча Світлана Свиридко-Сєрова)
- Радіотеатр: [7] (1год.) 21:00 (ведуча Наталя Коломієць)
- Поезія: [8] (5хв.) 10:07, 15:05, 17:05 (ведуча Ольга Головецька)
- Радіодетектив: [9] (25хв.) 16:35, повтор наступного дня 00:00 (ведуча Світлана Свиридко-Сєрова)
- Золотий фонд Українського радіо — блог Миколи Аммосова: [10] (10хв.) 16:50, повтор наступного дня 05:20
- ФізКультура: [11] (3хв.) 06:00, 08:07, 09:54 (ведуча Дар'я Озерна)
- Вечірня колисанка: [12] (10хв.) 20:49 (ведучий народний артист України Василь Чорношкур)
- Книжковий топ-7: [13] (50хв.) неділя 18:09, повтор у понеділок о 02:00 (ведуча Олена Гусейнова)
- Вистава без антракту: [14] (1-2год.) субота (не кожного тижня) 21:00 (ведуча Світлана Гудзь-Войтенко)
- Дивогляд: [15] (5хв.) по буднях 23:05 (можливі повтори) (ведуча Олена Настюк)
- Таємниці архівних манускриптів: [16] (10хв.) (ведучий літературознавець Сергій Гальченко)
- Модуль знань: [17] (50хв.) понеділок, вівторок, четвер 16:10 (ведуча Ольга Вернигоренко)
- Емоційний інтелект: [18] (50хв.) останній та передостанній четвер місяця 17:05 (ведуча Тетяна Трощинська)
- Про Закон і Благодать: [19] у програмі традиційне пояснення політичних подій протиставляється їхньому осмисленню через культуру (50хв.) середа 11:10 (ведучий Вадим Карп'як[20]
- Ліра: [21] (50хв.) 18:07 (ведучі Наталка Писанка, Катря Гончарук, Наталія Попудрібко, Ірина Пашинська, Захар Давиденко, Олександр Пірієв, Надія Радкевич)
- Пам'ятки свободи: [22] (50хв.) субота (не кожного тижня) 18:07 (ведучий Богдан Нагайло)
- Доля і випадок: [23] неділя (не кожного тижня) 14:00 (ведуча Ольга Головецька)
- Читач: [24] (30хв.) четвер 20:00 (ведуча Марина Муляр)
- Ethno-вухо: [25] (50хв.) субота, неділя 11:00 (ведуча Катря Гончарук)
- Бандура Style: [26] (35хв.) субота (не кожного тижня) 13:00 (ведучий Ярослав Джусь)
- Хорея козацька: [27] неділя (не кожного тижня) 13:00 (ведучий народний артист України Тарас Компаніченко)

### Передачі, зняті з ефіру
- Освітній спецпроект. Шкільна класика — на Радіо Культура [28] (1год.) виходила по буднях о 12-тій годині
- Культурний лекторій WiseCow: [29] (10хв.) 02:50
- Лайфхак українською: [30] (10хв.) повтор (переважно вночі) від першого каналу Українського радіо (ведучий заслужений артист України Дмитро Хоркін)

## Трансформація в суспільне радіомовлення
Восени 2017 року розпочався перший сезон на радіоканалах Українського радіо в складі суспільного мовника НСТУ, що передбачило суттєве оновлення їхнього програмного наповнення. Відповідно до концепції запропонованої новим генеральним продюсером каналів Українського радіо в складі НСТУ Дмитром Хоркіним нові програми радіостанції сфокусовані та такій тематиці: театр, література, класична музика, освіта і наука, релігія, історія, візуальне мистецтво, архітектура, традиції, сучасні тренди та івенти та ін. За мету новий керівник поставив позбутися «колгоспності» в ефірі та зорієнтувати мовлення на слухачів, котрі приймають рішення: про свою родину, свій бізнес чи свою країну. За підсумками першого медіа-сезону Радіо Культура у форматі суспільного мовлення в радіоефірі з'явилася 21 нова програма.
У цей період на Радіо «Культура» був відроджені передачі у низці культурних радіожанрів, зокрема радіодрами (радіоп'єси) — постановки у радіостудії за сценарієм, написаним спеціально для радіо із шумовими ефектами. У 2018 році Українське радіо виступило організатором конкурсу «Радіодрама UA/UK» спільно із Британською Радою у партнерстві з Мистецьким Арсеналом. Прем'єра радіодрами очікується у січні 2019 року в ефірі Радіо «Культура». Автор чи авторка найкращої радіоп'єси отримає грошову винагороду у розмірі 25 000 гривень. За словами генерального продюсера, з 1924 по 1932 роки на Українському радіо звучали радіодрами, допоки Радіокомітет СРСР не визнав цей жанр «буржуазним», як і джаз та багато іншого. Українське радіо відроджує по суті з нуля школу радіодраматургів, звукорежисерів-постановників радіодрами в Україні.
Разом з тим, канал «Культура» відмовився від низки застарілих форматів: «Як ми говоримо?», «Бібліотека української класики», «Бібліотека світової класики», «Шевченківські лауреати», «Нобелівські лауреати», «Художній всесвіт літератури», «Поезія третього тисячоліття», «Дорогою назустріч», «Інший світ», «Мудре слово», «Розкажи мені казку», «Ранковий променад», «У Романа нині гарні гостини», «Літературний смак», як «Волонтерський десант» і «„Та не однаково мені…“. Митці воїнам АТО»… Замість редакцій було створено продюсерські групи, деякі журналісти втратили роботу.
У квітні 2018 року продюсеркою радіоканалу «Культура» призначена Ірина Славінська.
Починаючи з 27 листопада 2018 року  доступні більшість передач у онлайн-архіві у форматі MP3 у якості 96k.

## Міста і частоти
- Київ — 97,6 FM; 222,064 (11D)

### Вінницька область
- Бершадь — 71,93 УКХ
- Вінниця — 100,9 FM
- Піщанка — 104,1 FM

### Волинська область
- Ковель — 88,1 FM
- Луцьк — 101,9 FM
- Любешів — 105,2 FM

### Дніпропетровська область
- Дніпро — 88,1 FM
- Кривий Ріг — 90,4 FM
- Межова – 105,5 FM
- Нікополь — 95,6 FM
- Павлоград — 107,1 FM

### Донецька область
- Гірник — 102,6 FM
- Краматорськ — 91,3 FM
- Маріуполь — 69,44 УКХ
- Слов'янськ — 91,3 FM

### Житомирська область
- Ємільчине — 97,1 FM
- Житомир — 90,6 FM
- Звягель — 103,2 FM
- Олевськ — 101,9 FM
- Романів — 105,8 FM
- Хорошів — 99,6 FM

### Закарпатська область
- Ужгород — 93,6 FM
- Хуст — 106,8 FM

### Запорізька область
- Запоріжжя — 87,8 FM
- Бердянськ — 90,1 FM
- Мелітополь — 66,14 УКХ
- Новомиколаївка — 99.8 FM
- Приморськ — 67,16 УКХ
- Токмак — 71,84 УКХ

### Івано-Франківська область
- Верховина — 101,7 FM
- Івано-Франківськ — 91,0 FM
- Мала Тур'я — 106,6 FM

### Київська область
- Біла Церква — 106,2 FM
- Богуслав — 101,8 FM
- Дибинці — 101,8 FM
- Тетіїв — 104,7 FM
- Яготин — 93,5 FM

### Кіровоградська область
- Благовіщенське — 90,9 FM
- Гайворон — 107,2 FM
- Кропивницький — 91,8 FM
- Новоукраїнка — 89.8 FM
- Олександрія — 105,7 FM
- Світловодськ — 94.8 FM (план)

### Луганська область
- Бахмутівка — 91,6 FM
- Комишуваха — 92,7 FM
- Старобільськ — 69,65 УКХ
- Широкий — 106,9 FM

### Львівська область
- Добромиль — 92,5 FM
- Львів — 103,9 FM

### Миколаївська область
- Миколаїв — 100,1 FM
- Первомайськ — 92,2 FM

### Одеська область
- Білгород-Дністровський — 93,9 FM
- Одеса — 72,14 УКХ

### Полтавська область
- Полтава — 89,5 FM
- Гадяч — 102,1 FM
- Зіньків — 106,5 FM
- Іскрівка — 98,9 FM
- Красногорівка — 104,2 FM
- Кременчук — 99,6 FM
- Лубни — 98,2 FM
- Миргород — 104,2 FM
- Переліски — 106,5 FM

### Рівненська область
- Антопіль — 99,2 FM
- Дубровиця — 105,3 FM
- Рівне — 99,2 FM
- Сарни — 105,3 FM

### Сумська область
- Суми — 88,1 FM
- Білопілля — 91,1 FM
- Кириківка — 92,7 FM
- Шостка — 105,3 FM

### Тернопільська область
- Тернопіль — 94,4 FM
- Шумськ — 91,4 FM

### Харківська область
- Зміїв — 103,3 FM
- Ізюм — 70,46 УКХ[ком 1]
- Харків — 91,6 FM

### Херсонська область
- Херсон — 105,6 FM
- Велика Олександрівка — 91,4 FM
- Нижні Сірогози — 98,8 FM
- Олешки — 105,6 FM
- Чаплинка — 95,3 FM

### Хмельницька область
- Кам'янець-Подільський — 102,8 FM

### Черкаська область
- Черкаси — 88,3 FM
- Сміла - 90,3 FM
- Полянецьке - 91.1 FM

### Чернігівська область
- Козелець — 99,6 FM
- Ніжин — 90,9 FM
- Прилуки — 98,9 FM
- Холми — 101,2 FM
- Чернігів — 98,2 FM

### Чернівецька область
- Чернівці — 98,3 FM

### Нереалізовані плани через окупацію
Міста, де мовлення не розпочалось через окупацію
- Маріуполь — 90.4 FM
- Приморськ — 99.5 FM
- Токмак — 99.8 FM
- Лисичанськ — 101.5 FM
- Генічеськ — 101.8 FM

## Параметри супутникового мовлення
| Супутник | Частота | Символьна швидкість | Поляризація     | FEC |
| -------- | ------- | ------------------- | --------------- | --- |
| Astra 4A | 12130   | 27500               | вертикальна (V) | 3/4 |

### Сторінки в соцмережах
- Радіо Культура у соцмережі «Facebook»
- Канал суспільного радіо у Youtube [37]

### Інші посилання
- Про нас. Передачі
- Команда
- Програма передач
- Третій канал
- Частотний розклад радіо «Культура»
- Сайт суспільного радіо [38]
- Мобільний додаток suspilne.radio [39] у PlayMarket для Андроїд та у AppStore для iOs [40]
- Онлайн-потік MP3 у якості 192k 48кГц (зі старого сайту) [41]
- Онлайн-потік MP3 у якості 192k 48кГц з сайту suspilne.radio [42]

## Виноски
1. ↑  Мовлення в Ізюмі відсутнє через знищену телевежу яку рашисти знищили під час окупації